# Kerzenlöscher

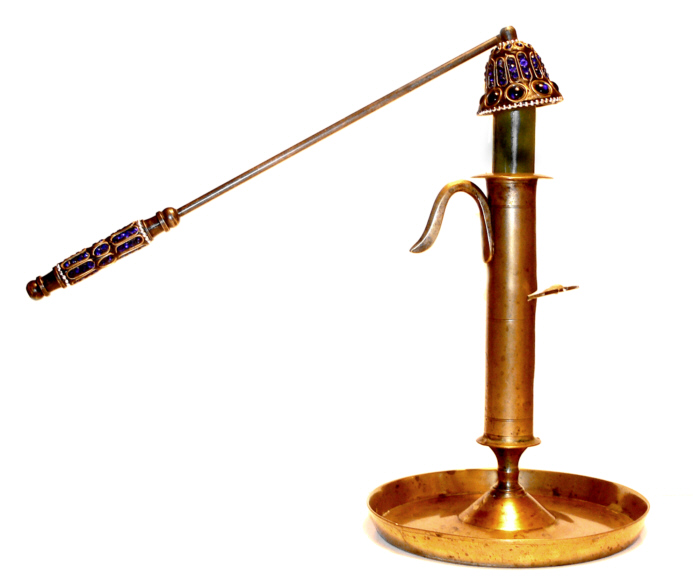
Kerzenlöscher

Ein Kerzenlöscher (auch Löschhütchen, Löschhut, Lichthut, Löschnapf, Löschhorn, Flammentöter, Éteignoir, Dampfhorn oder Dämpfer genannt) ist ein Gerät aus Metall, mit dem das Licht von Kerzen gelöscht werden kann. Das eigentliche Löschhütchen ist dabei meist an einer Stange angebracht. Wenn das Löschhütchen über die Flamme gestülpt wird, erstickt die Flamme, sobald der im Hütchen enthaltene Sauerstoff verbraucht ist. Gegenüber dem einfachen Ausblasen hat das Löschen mit einem Kerzenlöscher den Vorteil, dass kein heißes Wachs umherspritzen kann und kaum Wachsdampf entsteht.

## Formen
Löschhütchen erinnern in der Form an Hüte oder Kappen. Sie werden oft als hohler, an seiner Grundfläche offener Kegel, als ebensolche Pyramide oder in Glockenform gefertigt. Auch figürlich verzierte Kerzenlöscher gibt es in vielen Variationen.
Löschhütchen sind meist an einer Stange befestigt (oft auch über ein Gelenk), mit der sie bedient werden. Größere Exemplare werden bisweilen mit einem direkt am Hut befestigten Handgriff betätigt. Da Altarkerzen teilweise schwer zu erreichen sind, ist die Stange des Kerzenlöschers in Kirchen zuweilen über zwei Meter lang. An solchen Stangen befindet sich unterhalb des Hutes oft auch ein gewickelter Wachsdocht zum Anzünden von Kerzen, der durch ein Röhrchen bis zur Spitze des Hutes geführt und dort angezündet wird.
Kerzenleuchter, insbesondere kunsthandwerklich hochwertige, wurden im 19. Jahrhundert oft zusammen mit einem Löschhut vertrieben oder enthielten zumindest eine Vorrichtung zum Einhängen eines Löschhuts. Zum Ablegen des durch die Anwendung heiß gewordenen Löschhütchens gab es auch spezielle Tabletts.
Ein weiteres Gerät zum Löschen von Kerzen sind Dochtscheren (auch Lichtscheren, Lichtputzer oder Dochtzangen genannt), die hauptsächlich dem früher notwendigen Kürzen des Dochts dienten.

## Geschichte

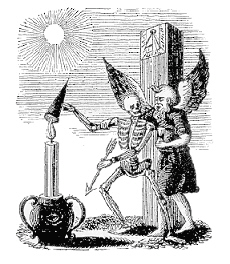
Der Tod löscht eine Kerze mit einem Löschhütchen (aus einem englischen Emblembuch des Barock)

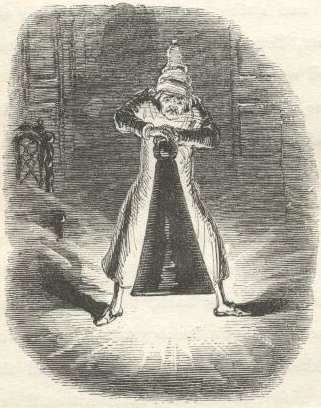
Scrooge löscht den ersten der drei Geister aus, Illustration von John Leech in der Erstausgabe von Charles Dickens’ A Christmas Carol, 1843

Bereits im 2. Buch Mose Kap. 25, Vers 38 werden Lichtscheren und Löschnäpfe (hebr. מחתה) aus Gold zum Reinhalten des siebenarmigen Leuchters verordnet. Diese Löschnäpfe werden in der jüdischen Bibelauslegung verschieden beschrieben: als wassergefüllte Geschirre, aber auch als löffelartige Geräte zum Löschen, zur Dochtreinigung oder zum Entfernen restlichen Öls aus Öllampen.
Kerzenlöscher der heute noch bekannten Art waren bis zur Verbreitung des elektrischen Lichts ein alltäglicher Gebrauchsgegenstand. Sie gehörten zum Handwerkzeug des Lichtputzers. An Stangen befestigte Löschhütchen konnten auch zum Löschen von Kerzen verwendet werden, die an schwer zugänglichen Stellen brannten. Besonders in Kirchen und Theatergebäuden, wo es besonders viele Kerzen gab, wurden Kerzenlöscher benötigt. Noch heute sind solche Geräte für das Löschen von liturgischen Kerzen in Kirchen oder Weihnachtsbaumkerzen gebräuchlich. Ähnliche Instrumente werden zum Löschen der Flammen von Gelkaminen eingesetzt.
Um die vom Gebrauch von Kerzen ausgehenden Gefahren zu mindern, wurden im 18. Jahrhundert die ersten Verordnungen zur Brandverhütung in Textform erlassen. Die älteste kurtrierische Brandschutzbestimmung vom 9. Mai 1721, die in ähnlicher Ausführung auch in weiteren Kurfürstentümern des Heiligen Römischen Reiches galt, drängte auf striktes Einhalten. Hierzu gehörte auch das zügige Löschen von Kerzen nach Benutzung, wodurch die Anschaffung von Kerzenlöschern auf dem Land angetrieben wurde.

## Kerzenlöscher als Motiv der Kunst und Literatur
In der barocken Emblematik, der populären Druckgrafik und besonders der Karikatur des 19. Jahrhunderts wurden Löschhütchen als Sinnbild für das Löschen symbolischer „Flammen“ (etwa „des Lebens“ oder „der Freiheit“) dargestellt.
In den niederländischen Stillleben des 17. und 18. Jahrhunderts wurde der Kerzenlöscher als Vanitas-Symbol für die Sterblichkeit des Menschen und seinen drohenden Tod verwandt, als eine Art Memento mori.
William Mason veröffentlichte unter dem Pseudonym Malcolm MacGreggor eine satirische Ode to Mr. Pinchbeck, upon his newly invented patent candle-snuffers (Ode auf Mr. Pinchbeck aus Anlass seines neu erfundenen Patent-Kerzenlöschers; London 1776). Aufhänger der Satire war der Londoner Uhrmacher und Erfinder Christopher Pinchbeck, den Mason der britischen Regierung als Retter beim „Löschen“ des in Nordamerika „entflammten“ Unabhängigkeitskriegs anempfiehlt: Haste then, and quash the hot Turmoil, / That flames in Boston’s angry Soil (Beeile dich also, und besiege den heißen Tumult / der auf Bostons wütendem Boden brennt).
Im Zeitalter der Aufklärung (frz. Age des Lumières: „Zeitalter des Lichts“) wurde in Frankreich der Jesuitenorden aufgrund seiner antiaufklärerischen, „dunkelmacherischen“ Haltung bisweilen spöttisch als Ordre de l’Éteignoir (Orden des Löschhütchens) bezeichnet.
Als Mütze gestaltete Löschhütchen scheinen, solange man sie noch erkannte, ein Bestandteil von Theaterkostümen gewesen zu sein. Ein strahlender Geist, der dem Helden Scrooge in Charles Dickens’ Erzählung A Christmas Carol (1843) erscheint, trägt zum Beispiel ein Löschhütchen mit sich, das er „bei weniger guter Laune“ aufsetzt.

## Sammlungen
Das Lichtermuseum Wettersdorf in Walldürn zeigt in seiner Dauerausstellung zur Kulturgeschichte der Kerzenbeleuchtung unter anderem verschiedene Kerzenlöscher.